# Portas do Templo de Heron

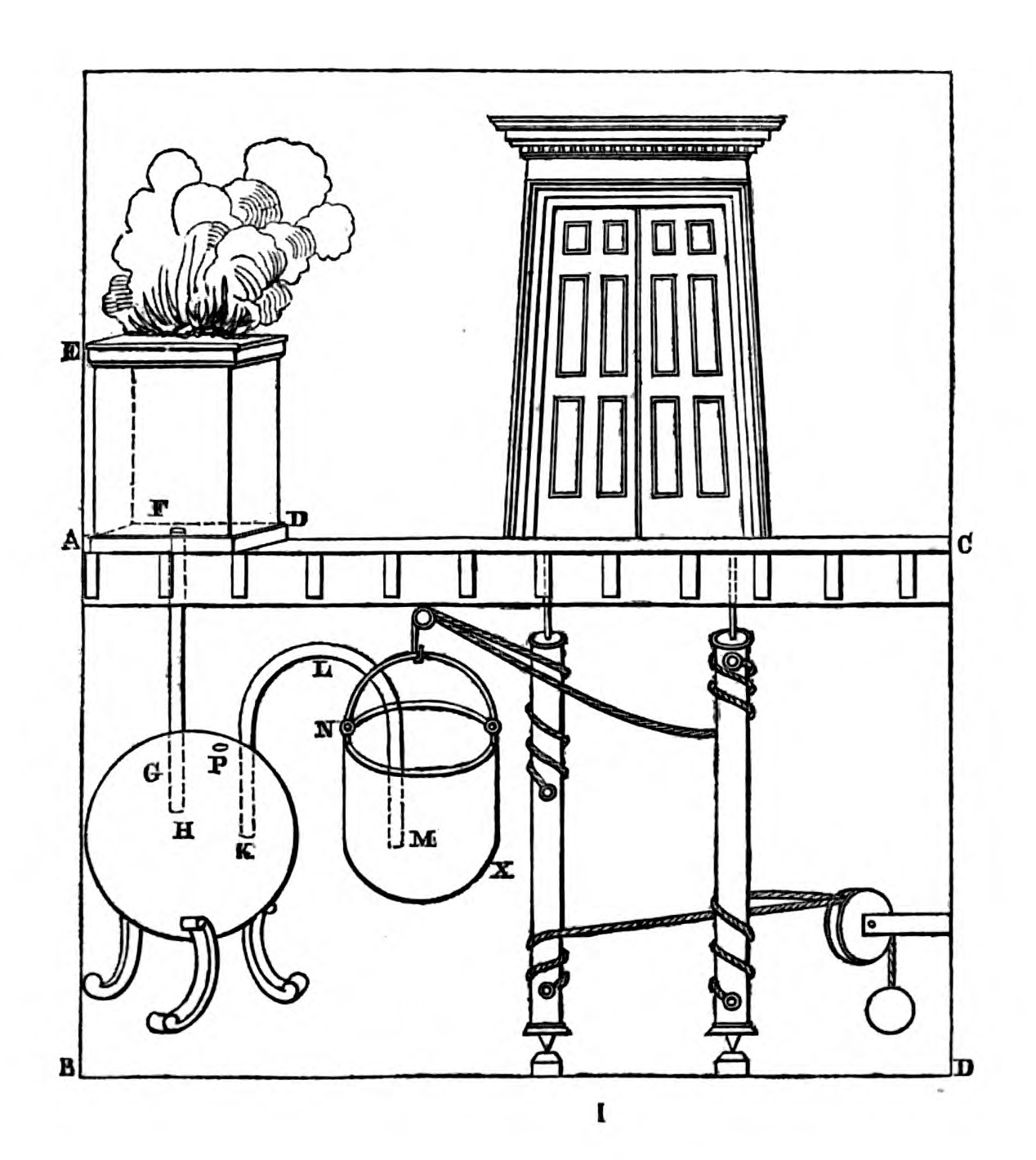
Descrição do funcionamento das Portas do Templo de Heron.

As Portas do Templo de Heron (Também conhecido por Hero ou Herão), foram uma criação marcante na história dos dispositivos automáticos e também da construção, sendo considerada o primeiro registro de automação arquitetônica da história.

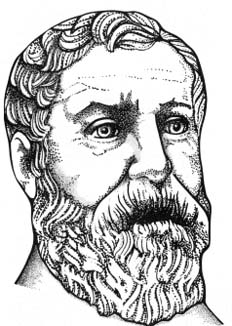
Heron de Alexandria (10 d.C. – 80 d.C.).

Durante o século I d.C., Heron de Alexandria (10 d.C. – 80 d.C.), um renomado matemático e mecânico grego (autor de diversas invenções como a Eolípila e a Fonte de Heron), em seu livro sobre pneumática, desenvolveu um sistema de portas automáticas que eram abertas após o acionamento de um mecanismo. Através de um suposto sacrifício jogado no altar (componente que iniciasse chamas de fogo), localizado em frente ao templo, era possível abrir as portas e entrar.

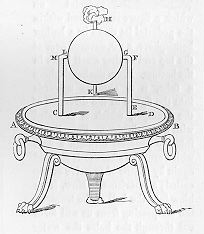
Invenção de Heron de Alexandria conhecida como Eolípila.

## Funcionamento[5]
Na frente das portas do templo, fica localizado um recipiente onde é possível criar uma chama de fogo que emite calor e gases e aquece o interior de um segundo recipiente. Nesse vaso contém água ou um líquido com temperatura de ebulição semelhante. Ele é revestido de metal, vidro ou outro material e está localizado logo abaixo do primeiro, além de não ser visível, assim como o restante do dispositivo, para não atentar as pessoas que frequentavam o templo sobre seu funcionamento.
O princípio da expansão dos gases (ou expansão livre), implica no ar pressionar a água, após o aquecimento, a se locomover através de um sifão ou tubo para um segundo recipiente. Nessa segunda parte do dispositivo o vaso contendo a água está suspenso e pendurado por cordas ou correntes. De acordo com o peso aplicado nesse vaso é aplicada uma tração na corda ou corrente no sentido vertical para baixo, que implica na rotação de dois eixos. Tais eixos são responsáveis por abrir ou fechar a porta rodando em torno de si, visto que as cordas ou correntes estão enroladas nos mesmos. Quando a chama de fogo começa a se extinguir a água retorna ao segundo recipiente e o vaso pendurado pela corda ou corrente retorna a sua posição inicial, devido a um peso localizado na outra ponta das cordas ou correntes, sustentado por uma polia, implicando no fechamento das portas, ocasionando o equilíbrio mecânico do sistema.
Tal feito era considerado mágica pelos povos da época e até hoje é considerado algo revolucionário na discussão de dispositivos automáticos.

## Exposição

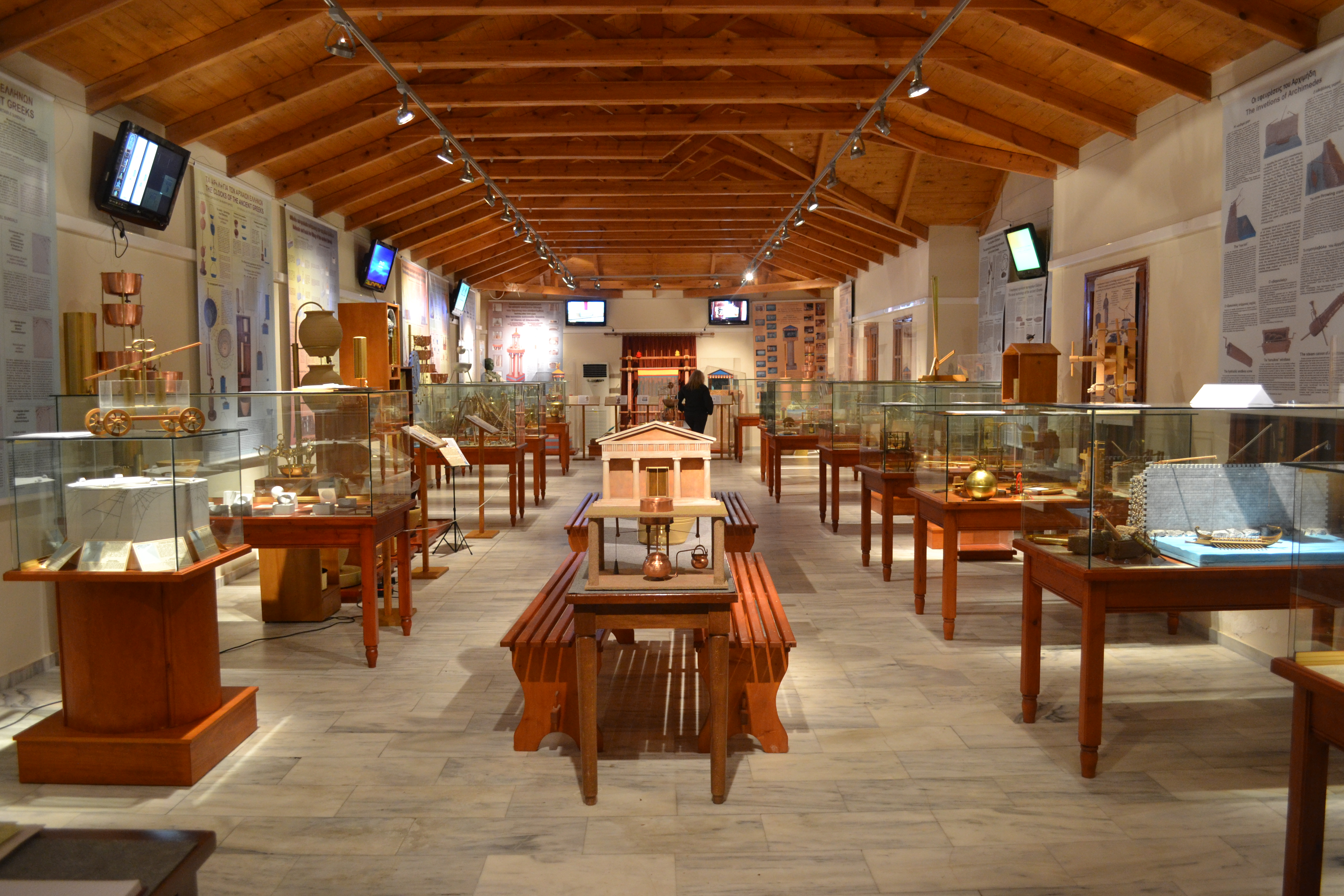
Museu Kotsanas em Katakolo na Grécia.

A invenção das portas do templo de Heron acionadas por um princípio pneumático, assim como diversas outras apresentadas em seu livro estão em exposição no Museu de Tecnologia da Grécia Antiga, conhecido como Kotsanas Museum, localizado na cidade de Katakolo, na Grécia.